# 圣梅尔德拉普洛
圣梅尔德拉普洛（法語：Saint-Merd-de-Lapleau，法語發音：[sɛ̃ mɛʁ də laplo]，意为“拉普洛的圣梅尔”）是法国科雷兹省的一个市镇，属于蒂勒区。

## 地理
圣梅尔德拉普洛（45°15'25"N, 2°4'54"E）面积24.5 平方千米，位于法国新阿基坦大区科雷兹省，该省份为法国中南部省份，北起上维埃纳省和克勒兹省，西接多爾多涅省，南至洛特省，东临多姆山省和康塔爾省。
与圣梅尔德拉普洛接壤的市镇（或旧市镇、城区）包括：欧里亚克、上巴西尼亚克、松布尔河畔拉法日、吕泽日河畔拉瓦勒、马西亚克-拉克鲁瓦西耶、圣伊莱尔富瓦萨克。

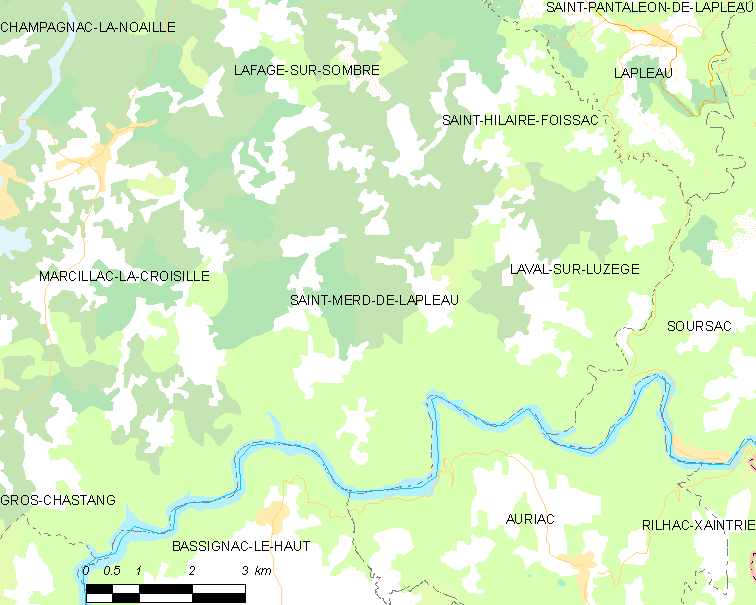
圣梅尔德拉普洛的OSM定位图

圣梅尔德拉普洛的时区为UTC+01:00、UTC+02:00（夏令时）。

## 行政
圣梅尔德拉普洛的邮政编码为19320，INSEE市镇编码为19225。

## 政治
圣梅尔德拉普洛所属的省级选区为埃格勒通县。

## 人口

1962-2008年间圣梅尔德拉普洛人口变化图示

圣梅尔德拉普洛于2022年1月1日时的人口数量为193人。